# قلعة العيون
قلعة العيون هي إحدى القلاع الأثرية الواقعة في المدينة المنورة، ويعود بناؤها إلى زمن الثورة العربية الكبرى في الحجاز.

## لمحة تاريخية
تعتبر هذه القلعة من القلاع الحربية أي المبنية من أجل تحقيق هدف حربي، فمن خلال هذه القلعة كانت الحراسة والمراقبة قائمة على أشدها بما يوفر الحماية المسبقة للمدينة المنورة، ويختلف شكل هذه القلعة وتصميمها عن غيرها من القلاع في المدينة المنورة، فقد صممت على شكل برجين متداخلين، البرج الأول هو الأكبر ويحيط بالفناء الرئيسي للقلعة، بينما البرج الثاني وهو الأصغر ويقع في الجهة الغربية من البرج الأول، وقد تداخل البرج الأول مع البرج الثاني في بعض أجزائه.
وقد قام ببناء القلعة محافظ المدينة المنورة العثماني فخري باشا بين عامي 1334-1337هـ/1915-1918م؛ بسبب حصار الهاشميون المدينة المنورة؛ لإجبار فخري باشا وجنوده على تسليم المدينة المنورة، وكان ذلك في عهد السلطان العثماني محمد الخامس (رشاد) الذي حكم بين عامي 1328-1337هـ/1910-1918م.

## موقع القلعة
" تقع قلعة العيون في الجهة الشمالية من المدينة المنورة جانحة إلى جهة الغرب قليلاً، على جانب الطريق العام (طريق عثمان بن عفان -رضي الله عنه-) والمعروف سابقاً بطريق العيون، وتقع هذه القرية في الجهة الشمالية من طريق الملك عبد الله بن عبد العزيز المعروف سابقاً بالطريق الدائري الثاني على بعد متر واحد منه تقريباً وتبعد هذه القلعة عن وادي قناة الذي يجري في جنوبها بما لا يقل عن متر تقريباً.
وتقع القلعة بين الإحداثيين الأفقيين رقم 2710200 ورقم 2710100 في حين تنحصر بين الإحداثيين الرأسيين رقم 561100 ورقم 561000.

## وصف عام
بنيت القلعة من الحجر الأسود ذي المقاسات والأحجام المختلفة، وقد جلبت تلك الأحجار من الجبال والمحاجر القريبة منها. تتكون القلعة بوجه عام من برجين دائريين متداخليين، البرج الأكبر هو برج القلعة الرئيسي، ويبلغ طول قطره من الداخل 13متر و20 سم، ويحيط بهذا البرج الأكبر من الداخل 10 عقود حجرية تحيط بجدار القلعة من الداخل والتي كونت بدروها مع جدار القلعة دعامات أو أساسات ترتفع عليها الأجزاء العليا ومن جدران القلعة، ويتوسط فراغ هذه القلعة فناء أو ساحة مفتوحة، ويوجد درج يؤدي إلى سطح دوران القلعة أو سطح البرج الأصغر.
أما البرج الأصغر فيقع في الناحية الغربية من البرج الأكبر، ويتداخل البرجان في التصميم والتكوين، فيتصلان من الداخل عبر باب يؤدي إلى غرفة صغيرة يعلوها سقف البرج الذي يمكن الالوصول إليه من خلال درجمن الحجر يتصدر ساحة البرج الأكبر، ويحتوي البرج الأصغر على باب واحد فقط من داخل البرج الأكبر، أما البرج الأكبر فله باب واحد أيضًا ويقع إل الجهة الشرقية من القلعة، وهذا الباب هو المدخل الوحيد للقلعة.
وبالنسبة لواجهات القلعة الخارجية، فهي عبارة عن خمسة أبراج عليا بارزة إلى الخارج، وتأتي على هيئة برزات مصممة ترتكز على مدادات من الخشب، وتكمن وظيفتها في إمكانية كشف ما يدور أسفل القلعة من خلالها.
وتنتشر بين هذه الأبراج مجموعات من الفتحات الشريطية، وتأتي على شكل أحزمة منتظمة، وتحيط بكامل القلعة، واستخدمت هذه الفتحات لتثبيت رؤوس المدافع التي كانت توضع في الأعلى من سطح البرج الأصغر.

## وصلات خارجية
- القلاع الأثرية في المدينة المنورة.. معالم دينية أم آثار سياحية